# Extended Versions (álbum de Jethro Tull)
Extended Versions es un álbum en vivo del grupo de rock progresivo Jethro Tull, lanzado en 2006 y que recoge diversas actuaciones del grupo en Francia (1999), Holanda (1999), el Hammersmith Apollo (Inglaterra, 2001) y el Stately Home (Washington D. C., 2004).

## Lista de temas
| #   | Título                | Autor                            | Interpretaciones | Tiempo |
| --- | --------------------- | -------------------------------- | ---------------- | ------ |
| 1.  | "Aqualung"            | (Ian Anderson / Jennie Anderson) |                  | 8:12   |
| 2.  | "Cross-Eyed Mary"     | (Ian Anderson)                   |                  | 4:31   |
| 3.  | "Sweet Dream"         | (Ian Anderson)                   |                  | 4:47   |
| 4.  | "Nothing Is Easy"     | (Ian Anderson)                   |                  | 5:11   |
| 5.  | "Living in the Past"  | (Ian Anderson)                   |                  | 4:39   |
| 6.  | "Life Is a Long Song" | (Ian Anderson)                   |                  | 3:37   |
| 7.  | "Locomotive Breath"   | (Ian Anderson)                   |                  | 5:30   |
| 8.  | "Fat Man"             | (Ian Anderson)                   |                  | 5:03   |
| 9.  | "Thick as a Brick"    | (Ian Anderson)                   |                  | 9:39   |
| 10. | "Dot Com"             | (Ian Anderson)                   |                  | 4:29   |

## Intérpretes
- Ian Anderson: flautas de concierto y bambú, guitarras acústicas, armónica, mandolina y voz.
- Martin Barre: guitarra eléctrica, guitarra acústica y flauta (en "Fat Man").
- Doane Perry: percusión y batería.
- Andy Giddings: acordeón y teclados.
- Jonathan Noyce: bajo.
- James Duncan: batería en "Life Is a Long Song".
- Brian Thomas: violín en "Life Is a Long Song".
- Justine Tomlinson: violín en "Life Is a Long Song".
- Malcolm Henderson: viola en "Life Is a Long Song".
- Juliet Tomlinson: violonchelo en "Life Is a Long Song".